# Jaroslav Malina (antropolog)
Jaroslav A. Malina (* 11. dubna 1945, Dolní Bučice u Čáslavi) je český sociokulturní antropolog, archeolog a spisovatel; profesor antropologie a bývalý ředitel Ústavu antropologie Přírodovědecké fakulty Masarykovy univerzity.

## Biografie
Po dokončení střední školy se přihlásil ke studiu archeologie na Filozofické fakultě Masarykovy univerzity, kde také promoval v roce 1967. V roce 1969 provedl se svými kolegy první archeologický experiment. Tímto experimentem a svou následující prací a iniciativou v experimentální archeologii se stal zakladatelem této vědecké disciplíny v tehdejším Československu. Právě díky své práci s experimentem postupně přesouval své zájmy k výzkumu v antropologii.

## Přínos k rozvoji disciplíny
Díky své práci v oblasti experimentální archeologie se Jaroslav Malina důkladně seznámil a ocenil komplexnost lidské přirozenosti a zaměřil své výzkumné a badatelské zájmy k antropologii. Na začátku devadesátých let 20. století století znovuzaložil, společně s Janem Benešem a Vladimírem Novotným, Katedru (dnešní Ústav) antropologie na Přírodovědecké fakultě Masarykovy univerzity. Katedra přímo navazovala na Sukův Antropologický ústav, který byl v letech 1948–1989 z ideologických důvodů striktně omezen a redukován. Malina, stejně jako jeho kolegové, podporoval koncept antropologie jako celostního, integrálního (biologicko-socio-kulturního) vědeckého oboru, který zkoumá člověka ze všech myslitelných úhlů pohledu. Jaroslav Malina se stal ředitelem katedry antropologie po úmrtí jejího prvního ředitele Jana Beneše (v roce 1999).

## Akademické a vědecké tituly, výuka
Titul PhDr. získal v roce 1968, titul docent antropologie získal v roce 1993. V roce 1994 získal vědeckou hodnost Doktor věd (DrSc.) a v roce 1995 mu byl udělen akademický titul profesora antropologie Masarykovy univerzity.
Vyučuje následující předměty: Úvod k antropologii, Antropologie etnicity, Antropologie starověku, Antropologie sexuality a další. Je také garantem a vyučujícím předmětu Antropologický seminář; v tomto kurzu zvaní odborníci představují nejnovější a nejzajímavější témata, nálezy, objevy a zjištění v antropologii a příbuzných oborech. V letech 2001 až 2009 pod jeho vedením získalo doktorský titul (PhD.) 12 studentů; v současnosti[kdy?] je školitelem pro 15 studentů postgraduálního doktorského studia a pro řadu studentů bakalářského a magisterského studia.

## Vědecká práce, publikace
Ve své vědecké práci se zabývá tématy experimentální a sociokulturní antropologie a archeologie, petroarcheologie a filozofie vědy. Publikoval mnoho vědeckých studií, prací a monografií, jak v ČR tak i v zahraničí.
Výběr:
- Archeologie: Jak a proč?,
- 1975 Základy petroarcheologie,
- 1975 (s Jindřichem Štelclem)
- Metody experimentu v archeologii, 1980
- Archaeology Yesterday and Today, 1990 (anglicky, se Zdeňkem Vašíčkem)
- Kámen a hlína jako ekofakt a artefakt ve vývoji životního prostředí, 1991
- První císař, 1994
- Čína z antropologické perspektivy, 2005 (s Josefem Kolmašem)
- Slovník antropologie občanské společnosti, 2006 (s Marií Dohnalovou)
- Slovník pro studenty antropologie, 2008 (s kolektivem autorů)
- Antropologický slovník (s přihlédnutím k dějinám literatury a umění) aneb co by mohl o člověku vědět každý člověk, 2009 (s kolektivem autorů)

V roce 1993 inicioval široce pojatý vědecko-umělecký projekt, jehož výsledkem bude pěti-svazkové dílo a série souvisejících výstav pojmenované Kruh prstenu: Světové dějiny sexuality, erotiky a lásky od počátků do současnosti v reálném životě, krásné literatuře, výtvarném umění a dílech českých malířů a sochařů inspirovaných obsahem této knihy. V letech 1999–2003 byly vydány preprinty čtyř z pěti svazků a v roce 2007 byl vydán první z dílů této monumentální monografie. V roce 2000 dal vzniknout dlouhodobému vědeckému a výukovému projektu Panoráma biologické a sociokulturní antropologie: Modulové učební texty pro studenty antropologie a „příbuzných“ oborů. V rámci této modulové řady již bylo pod editorským dohledem Jaroslava Maliny vydáno 40 svazků z pera mnoha význačných odborníků.
Je také autorem či spoluautorem také vědecko-naučné a umělecko-naučné knihy obracející se k záhadám dávné minulosti a lidské tvořivosti:
- Vzpomínky na minulost aneb Experimenty odhalují tajemství pravěku, 1982, 1992 (autoři Renata a Jaroslav Malinovi)
- Zasáhli mimozemšťané a katastrofy do vývoje lidstva?, 1988 (autoři Renata a Jaroslav Malinovi)
- Obdivuhodný člověk: Úvahy o lidské tvořivosti, 1991 (autoři Renata a Jaroslav Malinovi)
- Dvacet nejvýznamnějších archeologických objevů dvacátého století, 1991 (autoři Jaroslav Malina, Renata Malinová)
- Jak vznikly největší monumenty dávnověku, 1994 (s Pavlem Pavlem)
- Adolf Born, 1995 – (editor, autoři textů – kolektiv autorů)
- Olbram Zoubek, 1996 – (editor, autoři textů – kolektiv autorů)
- Alois Mikulka, 2001
- Vincenc Makovský, 2002 (s Jiřím Hlušičkou a Jiřím Šebkem)
- Vladimír Preclík, 2002 (s kolektivem autorů)
- Zdeněk Macháček, 2005 (s Ninou Dvořákovou)
- Nadace Universitas Masarykiana: 1993–2004, 2005 (editor)
- Bohumír Matal, 2006 (s Ludvíkem Kunderou a Kateřinou Svobodovou)
- Erotikon sochaře Zdeňka Macháčka, 2008 (s Jaroslavem Zvěřinou)
- Vladimír Svoboda, 2008 (s Ninou Dvořákovou)

Jeho vědecké a vědecko-naučné knižní publikace vyšly u nás a v cizině v angličtině, bulharštině, francouzštině, italštině, němčině, rumunštině, ruštině a slovenštině (Academia, Cambridge University Press, Editura Artemis, Electa, Mysl, Obzor, Progress aj.) v celkovém nákladu více než půl milionu výtisků.[zdroj?]

## Beletrie
Zasahuje i za hranice vědecké a vědecko-naučné činnosti a projevuje se na poli beletrie:
- Amor: Počítačový systém k automatickému generování milostných scén, 1993
- První pozemšťan, 1995
- Světová katastrofa a jiné povídky s neblahým koncem, 1996
- Smrt profesora a jiné příběhy z univerzitního prostředí, 1997

## Nadace, umění
V roce 1993 spoluzaložil Nadaci Universitas Masarykiana (od roku 2004 Nadace Universitas), stal se jejím předsedou, dále předsedou Výboru Ceny Karla Engliše a předsedou Výboru Ceny Nadace Universitas Masarykiana. V rámci Nadace Universitas vychází šest nadačních knižnic5, které Malina založil a působí jako jejich editor:
- Beletrie
- Heureka
- Miscellanea
- Osobnosti
- Scientia
- Scintilla

Nadace Universitas vydala v rámci těchto knižnic více než sto svazků. Nadace umožňuje publikovat nejen osvědčeným autorům, ale dává též příležitost začínajícím autorům, publikacím zabývajícím se historií krásných umění a dalším dílům, jejichž vydání by i přes svou uměleckou, literární či vědeckou hodnotu jinak nebylo možné.

## Pocty a ocenění
Obdržel dvakrát Cenu rektora Masarykovy univerzity v Brně za významný tvůrčí čin (1995, 1997), Cenu města Brna (1997) v oblasti společenských věd, 3. cenu a Čestné uznání na 18. knižním veletrhu Libri v Olomouci za knihy Vladimír Preclík a Vincenc Makovský (2003), Ceny Akademického nakladatelství CERM za nejlepší knihu roku – První císař: Tvůrce Číny a osmého divu světa (2005) a Kruh prstenu (2008), Cenu prof. MUDr. Josefa Hynieho, DrSc., za nejlepší publikaci v oboru v roce 2007 (2008) aj.

## Členství v odborných společnostech
Je členem několika akademických a institucionálních komisí (včetně habilitační a profesorské komise) pro biologii a antropologii na Přírodovědecké fakultě MU. Je také členem národních a mezinárodních výborů a institucí (Vědecká rada Národní Galerie Praha, Vědecká rada Přírodovědecké fakulty, MU, Společnost pro podporu univerzitních aktivit v Brně a Praze aj.).